# Lucy Hatton
Lucy Hatton (ur. 8 listopada 1994) – brytyjska lekkoatletka specjalizująca się w biegach płotkarskich.
Srebrna medalistka biegu na 60 metrów przez płotki podczas halowych mistrzostw Europy w Pradze (2015). W 2016 zawodniczka wystąpiła w eliminacjach w biegu na 100 metrów przez płotki podczas mistrzostw Europy w Amsterdamie.
Medalistka mistrzostw Wielkiej Brytanii.

## Osiągnięcia
| Rok  | Impreza                   | Miejsce   | Konkurencja                     | Lokata     | Wynik |
| ---- | ------------------------- | --------- | ------------------------------- | ---------- | ----- |
| 2015 | Halowe mistrzostwa Europy | Praga     | bieg na 60 metrów przez płotki  | 2. miejsce | 7,90  |
| 2016 | Mistrzostwa Europy        | Amsterdam | bieg na 100 metrów przez płotki | eliminacje | 13,37 |

## Rekordy życiowe
- Bieg na 60 metrów przez płotki (hala) – 7,90 (2015)
- Bieg na 100 metrów przez płotki – 12,84 (2015)